# Martina Menšíková
Martina Menšíková (* 20. února 1965 Praha) je česká herečka a moderátorka, dcera herce Vladimíra Menšíka.
Po absolutoriu studia herectví na Pražské konzervatoři působila ve svém prvním angažmá v kolínském divadle. Poté působila ve svobodném povolání. Hostovala v Divadle Semafor, v Činoherním klubu. V současnosti hraje v Divadle Na Jezerce.
Kromě herectví se také aktivně věnuje moderování a dabingu. V roce 2005 obdržela za dabing Cenu Františka Filipovského za nejlepší ženský herecký výkon.

## Filmografie, výběr
- 2017 Zádušní oběť (tv film)
- 2015 Fotograf
- 2014 Poslední cyklista (Tv film)
- 2012 Bastardi 3
- 2012 Modrý drak
- 2012 Kriminálka Anděl (seriál)
- 2010 Bludičky
- 2009 Zemský ráj to napohled
- 2008 Hop nebo trop ( seriál)
- 2006 Prachy dělaj člověka
- 2002 Kameňák (dabing Libora Landy jako Evy Vítkové)
- 2000 Milí Bakaláři
- 1998 Tři králové (seriál)
- 1995 Nesmluvená setkání (TV Film)
- 1992 Perfektní manžel
- 1991 Variácie slávy
- 1991 Co teď a co potom?' (seriál)
- 1988 Anděl svádí ďábla
- 1984 Tři princezny tanečnice (tv film)
- 1988 Druhý dech (seriál)
- 1979 Holubník (Tv film)